# فدراسیون اتومبیل‌رانی فرانسه
فدراسیون اتومبیل‌رانی فرانسه (به فرانسوی: Fédération Française du Sport Automobile‎)، این فدراسیون که در سال ۱۹۵۲ تأسیس شد، یکی از انجمن‌های ورزشی ملی وابسته به فدراسیون بین‌المللی اتومبیل‌رانی (فیا) با هدف سازماندهی، تنظیم و توسعه موتوراسپرت در فرانسه است.
فدراسیون اتومبیل‌رانی فرانسه با نمایندگی از دولت فرانسه در میدان مسابقات، توسعه سیاست ورزش اتومبیلرانی و کارتینگ در فرانسه را تضمین می‌کند.
در حال حاضر ۵۶۰۰۰ عضو ثبت نام شده از طریق ۴۳۲ باشگاه اتومبیل‌رانی (۲۱۸ باشگاه اصلی؛ ۲۱۴ باشگاه کارتینگ) ثبت نام شده‌اند. همچنین حدود ۳۵۰ پیست تأیید شده وجود دارد که ۱۲۰ مورد آن برای مسابقات جاده‌ای و ۲۸۰ مورد دیگر آن برای مسابقات کارتینگ طراحی شده است.
این فدراسیون توسط یک کمیته مدیریتی متشکل از ۳۰ عضو اداره می‌شود که برای مدت ۴ سال انتخاب می‌شوند. رئیس فدراسیون اتومبیل‌رانی فرانسه از بین اعضای کمیته مدیریت انتخاب می‌شود.

## نقش این فدراسیون
منبع:
- تحویل مجوزها
- تهیه تقویم مسابقات
- اعتبار سنجی پیست‌ها
- تحویل مجوزهایی که اجازه برگزاری مسابقات را می‌دهد
- کنترل مسابقاتی که مجوز دریافت کردند
- تحویل مدارک مربیگری در صنعت اتومبیلرانی
- تأیید آموزشگاه‌های رانندگی
- سازماندهی مسابقات قهرمانی، مراحل و مظاهر
- اعطای عناوین قهرمانی فرانسه
- وابستگی به سازمان‌های ملی و بین‌المللی
- کمک‌های معنوی، فنی و مادی به انجمن‌ها و صاحبان مجوز
- برگزاری کنگره‌ها، همایش‌ها، کارآموزی‌ها و مجامع
- پیگیری خدمات مرکزی اسناد و اطلاعات
- تهیه و انتشار کلیه اسناد و بولتن‌های مربوط به فعالیتهای خود
- اعمال قدرت انضباطی که توسط قانون تعیین شده است

## سازمان
این فدراسیون از یک لایه انجمنی ساختاری تشکیل شده است که توسط ۲۱ کمیته منطقه ای برای ورزش‌های اتومبیلرانی و ۱۸ کمیته منطقه ای برای مسابقات کارتینگ تشکیل شده است.
هر یک از این سازمان‌ها از انجمن‌های ورزشی اتومبیلرانی (ای‌اس‌ای) و انجمن‌های ورزشی کارتینگ (ای‌اس‌کی) ساخته شده‌اند که مجوزهایی را برای مسابقات صادر می‌کنند و سازمان فنی و اداری را که در تقویم فدرال نوشته شده است را تضمین می‌کنند.

## آمار فدراسیون
- ۵۶۰۰۰ نفر از این فدراسیون مجوز برای مسابقات اتومبیلرانی و مسابقات کارتینگ دارند.[۴]
- ۳۹ ساختار منطقه‌ای (۲۱ کمیته منطقه‌ای ورزش اتومبیلرانی و ۱۸ کمیته منطقه‌ای کارتینگ) در این فدراسیون وجود دارد.
- ۴۰۰ محل اتومبیلرانی/ کارتینگ و انجمن‌های ورزشی
- وجود ۳۵۰ پیست اتومبیلرانی و کارتینگ در سراسر فرانسه
- ۳۴ مدرسه آموزش کارتینگ فرانسوی در فرانسه
- برگزاری ۱۱۰۰ مسابقه در سال در فرانسه
- ۳ تیم ملی فرانسه (پیست، کارتینگ و رالی)
- وجود ۷ رشته خودرو: رالی، پیست کوهستانی، تمام جاده، کارتینگ، وسایل نقلیه تاریخی (وی‌اچ‌سی) و دریفت

## مسابقات

### قهرمانی رالی فرانسه
مسابقات قهرمانی فرانسه که از سال ۱۹۶۷ برگزار می‌شود، در معروف‌ترین مسابقات قاره کهن قرار دارد. علاوه بر باز بودن برای هر دسته از خودروها، این مسابقات به دارندگان دارای مجوز اجازه می‌دهد تا استعدادهای خود را به‌طور کامل در این مسابقات حضور پیدا کنند. به عنوان مثال، افراد زیر ۲۵ سال، زنان و آماتورها برای شرکت در جام‌های خاص انتخاب می‌شوند.

### رالی فرانسه (مسابقات رالی جهانی)
زالی فرانسه که از زمان ایجاد مسابقات در سال ۱۹۷۳ در تقویم مسابقات رالی جهانی برنامه‌ریزی شده بودخ است و حضور دارد، در بیش از ۴۰ سال فقط در دو منطقه از فرانسه برگزار شده است: کورس (از ۱۹۷۵ تا ۲۰۰۸ و ۲۰۱۵ تا کنون) و آلزاس (از ۲۰۱۰ تا ۲۰۱۴)

از سال ۲۰۱۵، رالی فرانسه به کورس بازگشته است، که نام آن «تور دو کورس» است.

### آکادمی ورزشی
این آکادمی در لومان واقع است.
این آکادمی که برای ورزش‌های اتومبیلرانی مورد استفاده قرار می‌گیرد در سال ۱۹۹۳ ایجاد شده است، این آکادمی مرکز آموزشی فدراسیون اتومبیلرانی فرانسه است که برای مشاغل رانندگی اتومبیلرانی، مکانیکی در ورزش‌های اتومبیلرانی یا مربی راننده فعالیت می‌کند.

پیش‌بینی برای حضور در مسابقات، آموزش و ارتقاء کلمات کلیدی برای این نهاد فدرالی است.

آکادمی ورزش‌های اتومبیلرانی در حال حاضر یک مرجع بین‌المللی برای یادگیری مشاغل مرتبط با ورزش اتومبیلرانی و یک مزیت برای اتومبیلرانی فرانسه است.

## تاریخچه
فدراسیون اتومبیلرانی فرانسه می‌تواند در مورد یکی از بهترین رتبه‌های کسب شده توسط رانندگان فرانسوی در جهان در تعداد عناوین زیر به خود ببالد:
- ۴ عنوان قهرمان جهان در فرمول یک
- ۳ عنوان قهرمان جهان سازندگان در فرمول یک
- ۱۶ عنوان قهرمان جهان رانندگان در رالی
- ۱۵ عنوان قهرمان جهان تولیدکنندگان در رالی
- ۴ عنوان قهرمان جهان خودروهای تورینگ
- ۱ عنوان قهرمان جهان در مسابقات جهانی استقامتی
- ۴ قهرمان جهان در مسابقات چمپ‌کار و ۱ قهرمان ایندی (در ایالات متحده و کانادا)
- ۴ عنوان قهرمان جهان کارتینگ
- ۲۱ برد در داکار
- ۹ برنده در سازندگان مسابقات داکار
- چند پیروزی در مسابقات جهانی (رالی جوانان رالی جهانی، فرمول ۳۰۰۰، فرمول ۲، فرمول ۳، لمانز ۲۴ ساعته، رالی راید …)